# Jolanta Koczurowska
Jolanta Łazuga-Koczurowska (ur. 1948) – polska psycholog kliniczna, specjalistka terapii uzależnień, przewodnicząca Zarządu Głównego Stowarzyszenia MONAR od 2002 (po śmierci Marka Kotańskiego) do 2017. Twórczyni i liderka ośrodka MONAR w Gdańsku-Matarni przy ul. Agrarnej 2, który powstał w 1983. Prezes Polskiej Federacji Społeczności Terapeutycznych.
Ukończyła studia na Uniwersytecie im. Adama Mickiewicza w Poznaniu. Jest nauczycielem akademickim na Uniwersytecie Gdańskim. Stworzyła wiele programów terapeutycznych, w tym najbardziej znany „Odnaleźć siebie”. Jej obecna praca (poza pracą w Zarządzie MONAR-u) skupia się na działalności profilaktycznej oraz terapeutycznej wśród dzieci i młodzieży zagrożonej patologiami oraz uzależnionej.
Nagrodzona przez Prezydenta Rzeczypospolitej Polskiej Krzyżem Kawalerskim Orderu Odrodzenia Polski. Mieszka w Sopocie.